# Oribatella rugosula
Oribatella rugosula är en kvalsterart som beskrevs av Sandór Mahunka 1987. Oribatella rugosula ingår i släktet Oribatella och familjen Oribatellidae. Inga underarter finns listade i Catalogue of Life.